# Longraye

Longraye este o comună în departamentul Calvados, Franța. În 1 ianuarie 2018 avea o populație de 233 de locuitori.